# Giuseppe Maria Imbonati
Giuseppe Maria Imbonati (* 4. Juli 1688 in Mailand; † 2. Juli 1768 ebenda) war ein italienischer Literat und Kunstmäzen.

## Leben
Giuseppe Maria Imbonati wurde als Sohn des Grafen Giovanni Andrea (1642–1726) und dessen Ehefrau Marianna Peri geboren. Die Familie stammte aus Como. Als Nachkomme einer adligen und wohlhabenden lombardischen Familie reiste Imbonati fast sein ganzes Leben lang durch verschiedene Teile Italiens und bekleidete Ehrenämter und politische Ämter in Mailand. Im Alter von 57 Jahren heiratete er die damals einunddreißigjährige Francesca Bicetti dei Buttinoni (sie wurde 1712 in Treviglio geboren), eine brillante und künstlerisch aktive Persönlichkeit, die sogar Mitglied verschiedener Akademien war, wie der Affidati in Pavia, der Filodossi in Mailand, der Arcadi und der Trasformati in Rom (unter dem arkadischen Namen Filocata). Sie schenkte ihm nicht nur sechs Töchter und einen Sohn Carlo, sondern trug auch zu seinem Entschluss bei, in seinem Palazzo Imbonati die Accademia dei Trasformati neu zu gründen, einen Ort, an dem sich die lebhaftesten Geister der damaligen Zeit äußern konnten, wie Carl’Antonio Tanzi (der ihr Sekretär war), Domenico Balestrieri, Giuseppe Parini, Gian Carlo Passeroni, Giorgio Giulini, Pietro Verri, Cesare Beccaria, die Mathematikerin Maria Gaetana Agnesi und viele andere.
Die Accademia dei Trasformati, deren Konservator er seit ihrer Gründung am 6. Juli 1743 war, hielt ihre Sitzungen normalerweise im Palazzo Imbonati an der Piazza San Fedele ab, zog aber im September in die Villa Imbonati in Cavallasca um. Giuseppe Maria Imbonati veröffentlichte mehrere Werke unter dem arkadischen Namen Vesalno Acrejo P.A.
Für seinen 1753 geborenen Sohn Carlo Imbonati, den einzigen männlichen Erben, wählte er als Institutor Giuseppe Parini, der für seinen Schüler die berühmte Ode La educazione schrieb, als der junge Mann von den Pocken genesen war.